# 馬楚成
馬楚成（1957年2月26日—），香港著名導演。前期擔任攝影師，後期轉為導演。1997年，他曾憑電影《甜蜜蜜》奪得第16屆香港電影金像獎最佳攝影。之後他再憑電影《玻璃之城》奪得第35屆金馬獎最佳攝影。另外，1989年的《愛在他鄉的季節》、1990年的《川島芳子》和1998年《玻璃之城》亦都曾經被提名香港電影金像獎最佳攝影。

## 電影作品

### 監製作品
- 2019年《保持沉默》

### 導演作品
- 1998年《幻影特攻》
- 1999年《星願》
- 2000年《夏日的麼麼茶》
- 2000年《東京攻略》
- 2001年《芭啦芭啦櫻之花》
- 2001年《九龍冰室》
- 2003年《失憶𠝹女王》
- 2004年《飛鷹》
- 2005年《韓城攻略》
- 2007年《男才女貌》
- 2007年《生日快樂》
- 2008年《花花刑警》
- 2008年《武俠梁祝》
- 2009年《花木蘭》
- 2011年《極速天使》
- 2011年《夏日樂悠悠》[3]
- 2016年《爸爸的3次婚禮》
- 2018年《歐洲攻略》
- 2020年《七圣》待开拍

### 攝影作品
- 1988年《我愛太空人》
- 1989年《愛在他鄉的季節》
- 1990年《川島芳子》
- 1991年《雙城故事》
- 1993年《方世玉》
- 1995年《紅番區》
- 1995年《烈火戰車》
- 1996年《食神》
- 1996年《警察故事4之簡單任務》
- 1996年《甜蜜蜜》
- 1996年《色情男女》
- 1998年《玻璃之城》
- 1999年《星願》
- 2000年《東京攻略》
- 2000年《夏日的麼麼茶》
- 2005年《韓城攻略》
- 2018年《歐洲攻略》

### 編劇作品
- 2005年《韓城攻略》
- 2008年《武俠梁祝》

## 外部連結
- 馬楚成的新浪微博
- 馬楚成在互联网电影资料库（IMDb）上的資料（英文）
- 馬楚成在香港影庫上的簡介
- 马楚成在豆瓣上的资料（简体中文）